# فرودگاه نیروی هوایی سلطنتی استرالیا در پایگاه ایست سیل
فرودگاه نیروی هوایی سلطنتی استرالیا در پایگاه ایست سیل (به انگلیسی: RAAF Base East Sale) یک فرودگاه نظامی با کد یاتا SXE است که یک باند فرود آسفالت دارد و طول باند آن ۲۴۳۷ متر است. این فرودگاه در کشور استرالیا قرار دارد و در ارتفاع ۷٫۵ متری از سطح دریا واقع شده است.